# Bradycidus
Bradycidus veneris es una  especie de coleóptero adéfagode la familia Carabidae y el único miembro del género monotípico Bradycidus.